# 野並
野並（のなみ）は、愛知県名古屋市天白区の地名。現行行政地名としては天白町大字野並および野並一丁目から野並四丁目。住居表示未実施。

## 地理

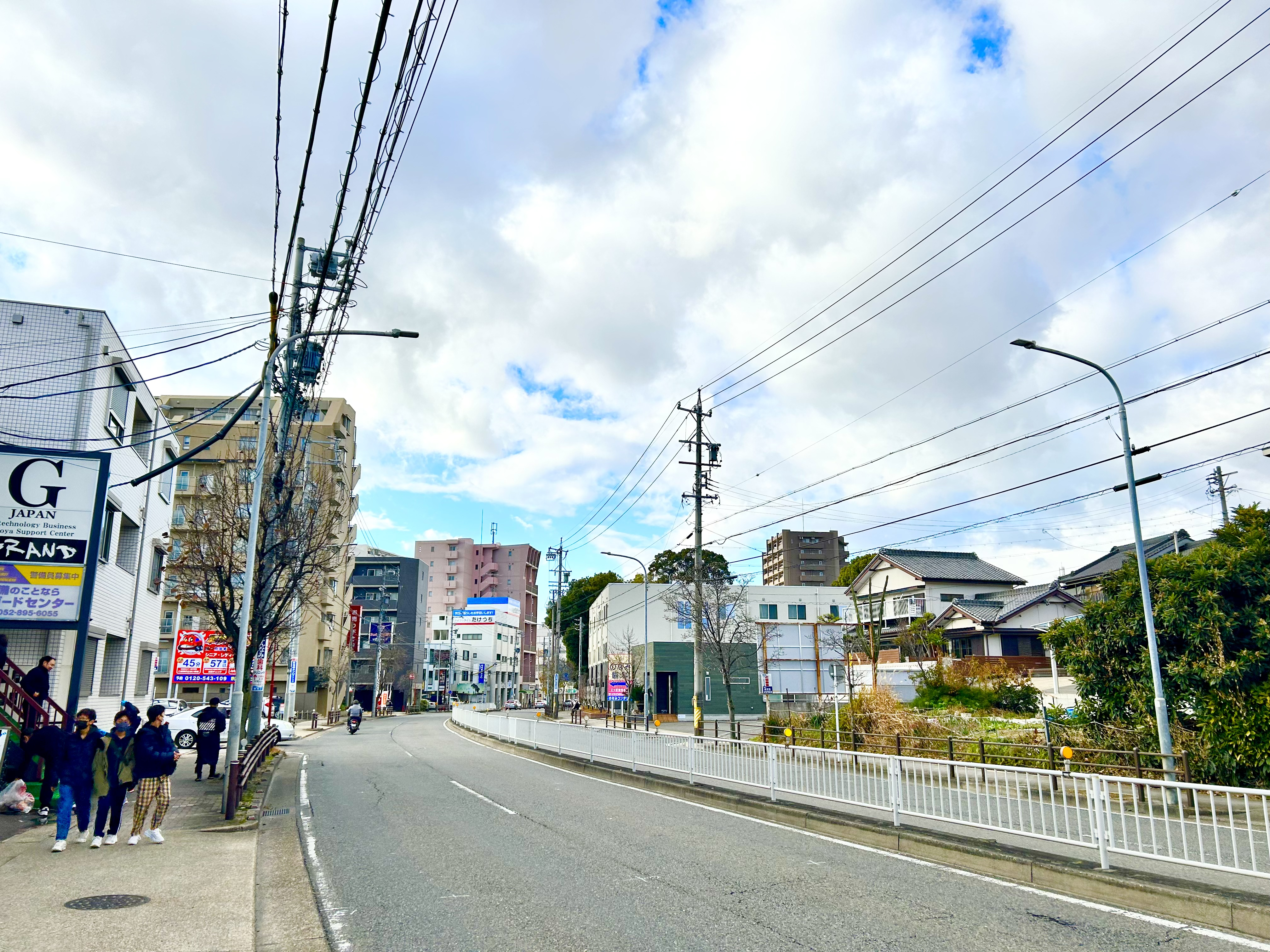
天白区野並三丁目の東海通（名古屋市道東海橋線）

野並一丁目〜四丁目は、名古屋市天白区西南部に位置し、東は天白町大字野並、西は中坪町・井の森町、南は古川町および緑区古鳴海一丁目・鳴子町、北は福池二丁目に接する。
名古屋市営地下鉄桜通線の野並駅から西へ徒歩で約5分程度で天白川、野並地区東側には里山風景が残り、ヒメボタル等が観察できる相生山が広がり自然が多く残る地区である。

### 字一覧
明治時代の記録と現行字の読みに一部相違が見られるため、現行字についての五十音順で配列している。現行字は「名古屋市道路認定図」の町名検索、読みはgoo地図による。1882年（明治15年）当時の字は『なごやの町名』909頁（愛知郡野並村）による。
| 現行字                 | 明治15年当時             |
| ---------------------- | ------------------------ |
| 相生（あいおい）       | 相生（あいおい）         |
|                        | 安土（あんど）           |
|                        | 伊勢ヶ瀬（いせがせ）     |
| 稲田（いなだ）         | 稲田（いなだ）           |
|                        | 井ノ森（いのもり）       |
|                        | 上野（うえの）           |
| 梅野                   | 梅野（うめの）           |
|                        | 大塚（おおつか）         |
| 欠ノ上（かけのうえ）   | 欠ノ上（かけのかみ）     |
| 上大塚（かみおおつか） | 上大塚（かみおおつか）   |
| 上楠木                 | 上楠ノ木（かみくすのき） |
| 上新田（かみしんでん） | 上新田（うえのしんでん） |
| 川原                   | 川原（かわら）           |
| 北沢（きたざわ）       | 北沢（きたさわ）         |
| 楠木                   | 楠ノ木（くすのき）       |
|                        | 北前（きたまえ）         |
|                        | 北井堀（きたいぼり）     |
| 高下                   | 高下（こうげ）           |
|                        | 神戸（ごうど）           |
| 境根（さかいね）       | 境根（さかいね）         |
| 桜井                   | 桜井（さくらい）         |
| 笹原（ささはら）       | 笹原（ささはら）         |
|                        | 塩辛田（しおからた）     |
|                        | 砂間（すなま）           |
| 中納屋田               | 中納屋田（なかなやのた） |
| 上納屋田               | 上納屋田（かみなやのた） |
| 西納屋田               | 西納屋田（にしなやのだ） |
|                        | 八月田（はちかつでん）   |
|                        | 中坪（なかつぼ）         |
| 花ノ木                 | 花ノ木（はなのき）       |
| 福池                   | 福池（ふくいけ）         |
| 古川                   | 古川（ふるかわ）         |
| 南前                   | 南前（みなみまえ）       |
| 山ノ神（やまのかみ）   | 山之神（やまのかみ）     |
|                        | 山屋敷（やまやしき）     |

### 河川
- 天白川
- 藤川
- 郷下川

### 山地
- 相生山

## 歴史

### 町名の由来
江戸期の愛知郡野並村を前身とする。『尾張国地名考』に「鳴海野に並ぶゆへに野並といふなり」とあり、鳴海野とは鳴海潟（年魚市潟の一部）の野原という意味であるとされている。 
「野並」という地名は室町期から確認でき、1397年（応永4年）付『尾張国在庁等注進状』に「野並 混八事迫一対御知行之」とあるのが初出。

### 古代
古くは旧石器時代・縄文時代からはじまる。北沢、山ノ神、欠ノ上地区に遺跡が確認され、ナイフ型石器・尖頭器・石鏃・打製石斧などが1986年（昭和61年）の調査で出土している。
梅野古墳群は野並三丁目から四丁目あたりに三基あったとされる6世紀の古墳群。出土品として、 副葬品（玉等）・須恵器片・土師器片がある。
平安時代頃までは干潟（年魚市潟）の部分も多かったと推定されている。

### 中世
中世の野並は国衙領で、「野並保」という保が成立していたことが知られる。
1560年（永禄3年）千秋季忠は、織田信長に従って桶狭間の戦いに出陣し討死するものの、信長は季忠の妻の胎内にあった千秋季信に14年後の1574年（天正2年）に引見し、刀一振りとともに野並村を領地として与えた。この時、織田信長から「千秋家は大宮司職という高貴な職につきながらも3代に渡り戦死してしまい、血脈が絶えるおそれがある。今後は軍事に携わらず神職を全うせよ」と言われ、これ以降は神職に専念し、血脈絶えることなく今もなお野並地区に千秋家の末裔は住んでいる。なお、千秋家は、源頼朝の祖父にあたる藤原季範よりはじまる一族である。
江戸幕末までは熱田神宮領であり、大宮司を代々務めてきた「藤原千秋家」の墓所もある。

### 近世
1728年（享保13年）野並地区の南方で天白川の氾濫が度々起き、田畑が流され尾張藩への年貢が納まらないこともあったため、野並の笹原町あたりで西流させ山崎川へ合流させる工事が行われた。しかし、今度は山崎川での氾濫が14年間で17回も起きたことから、1741年（元文6年/寛保元年）に元の川筋に戻された。天白川が山崎川に合流していた14年間にできた新田を「天白古川新田」と言われ、現在の野並地区にその名残の古川町という町名がある。
他にも小字地名として残る『欠ノ上』は、天白川の洪水で削り取られた上の土地の意。また、旧地名の『砂間（中坪町あたり）』は、氾濫時に砂が溜まった場所など、天白川が古くから暴れ川だった事がうかがえる。また『塩辛田（福池2丁目）』は年魚市潟の中、海水に浸り、田園になった後も塩分を多く含んでいたが故。また野並三丁目あたりは『神戸』と呼ばれ、その意味は湾になっており、船着場として利用し、鎌倉街道の海路として松巨島に渡っていた。

### 近代以降
- 1911年（明治44年）1月 - 天白小学校創立時に野並分校ができる[WEB 16]。
- 1945年（昭和20年）5月 - 第二次世界大戦時米軍による空襲（名古屋大空襲）被害に遭う。
- 1962年（昭和37年）7月2日～5日 - 梅雨前線豪雨により天白川の水位が上がり、野並橋が流失する[WEB 17]。
- 1969年（昭和44年）4月 - 野並分校が野並小学校として独立。
- 1991年（平成3年）９月19日 - 台風18号による集中豪雨により浸水被害を受ける[WEB 18]。
- 1994年（平成6年）3月30日 - 名古屋市営地下鉄桜通線 野並駅開通。
- 2000年（平成12年）9月11日～12日 - 台風14号による東海豪雨において名古屋市内最大の浸水被害を受ける[WEB 19]。
- 2008年（平成20年）11月30日 - 野並コミュニティセンター開館[WEB 20]。

### 行政区画の変遷

#### 天白町大字野並
- 1889年（明治22年）10月1日 - 町村制施行。島田村と野並村が合併し、島野村大字野並となる[1]。
- 1906年（明治39年）5月10日 - 合併に伴い、天白村大字野並となる[1]。
- 1955年（昭和30年）4月5日 - 名古屋市昭和区へ編入し、同区天白町大字野並となる[1]。
- 1968年（昭和43年）5月1日 - 一部が久方一丁目〜二丁目となる[1]。
- 1973年（昭和48年）10月25日 - 一部が久方三丁目となり、一部を久方二丁目へ編入[1]。
- 1974年（昭和49年）11月15日 - 一部が福池一丁目〜二丁目・中坪町・井の森町・古川町・野並一丁目〜四丁目となる[1]。
- 1975年（昭和50年）2月1日 - 天白区成立に伴い、同区所属となる[1]。
- 1978年（昭和53年）9月23日 - 一部が緑区古鳴海一丁目となり[3]、一部を野並三丁目・緑区鳴子町へ編入[1][4]。
- 1980年（昭和55年）6月15日 - 一部が相川一丁目〜二丁目および緑区相川一丁目〜二丁目となり、一部を緑区相川三丁目へ編入[1][4]。
- 1983年（昭和58年）10月9日 - 一部が境根町となり[1]、一部を山根町へ編入[5]。
- 1985年（昭和60年）8月11日 - 一部を久方二丁目〜三丁目へ編入[1]。
- 1989年（平成元年）11月19日 - 一部が笹原町となる[1]。

#### 野並一丁目から四丁目
- 1974年（昭和49年）11月15日 - 昭和区天白町大字野並の一部により、同区野並一丁目から同四丁目が成立[1]。
- 1975年（昭和50年）2月1日 - 天白区成立に伴い、同区所属となる[1]。
- 1978年（昭和53年）9月23日 - 天白町大字野並および緑区鳴海町の各一部を野並三丁目へ編入[1]。

## 野並の梅と聖松

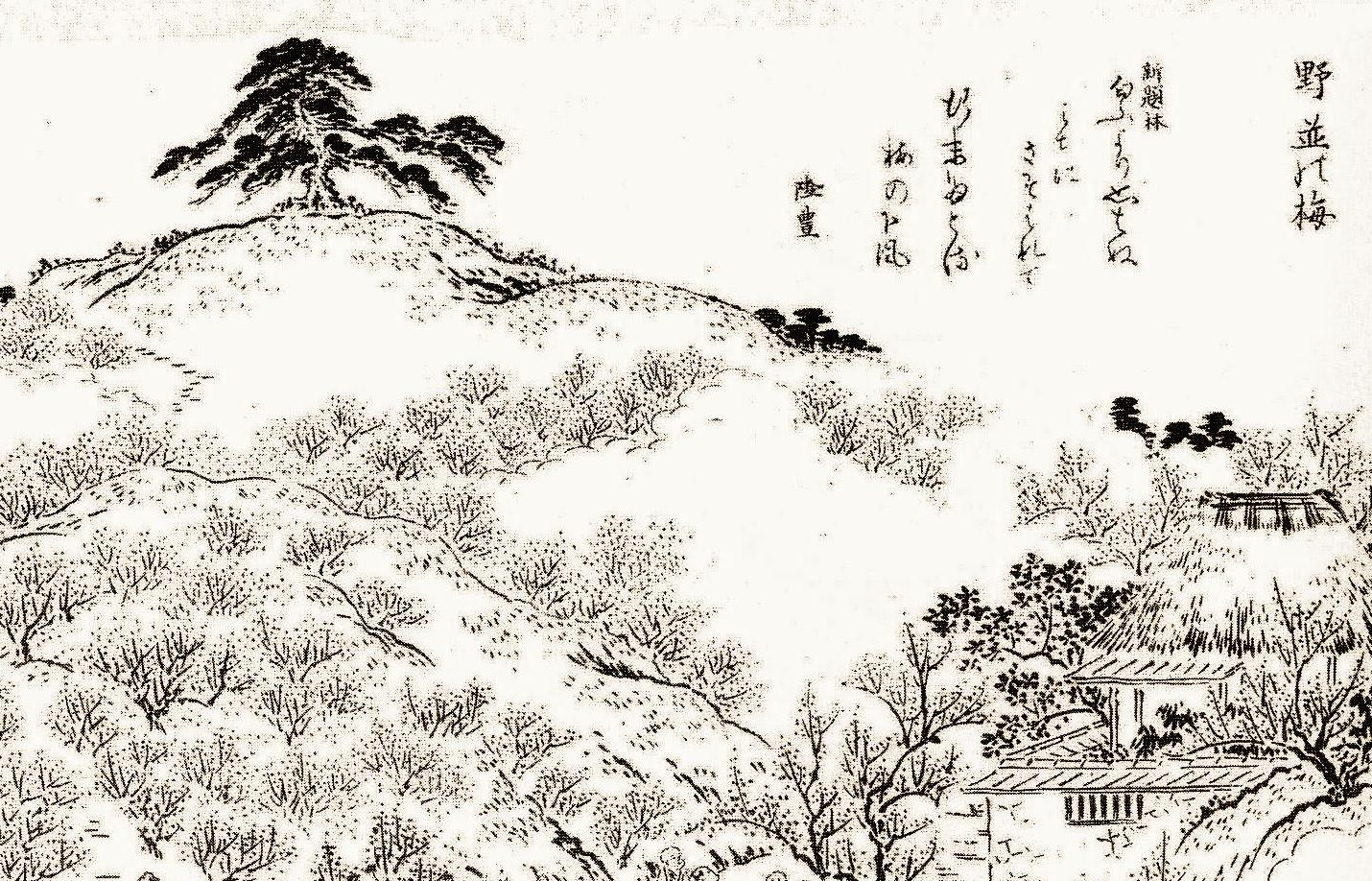
尾張名所図会・野並乃梅（幕末刊）

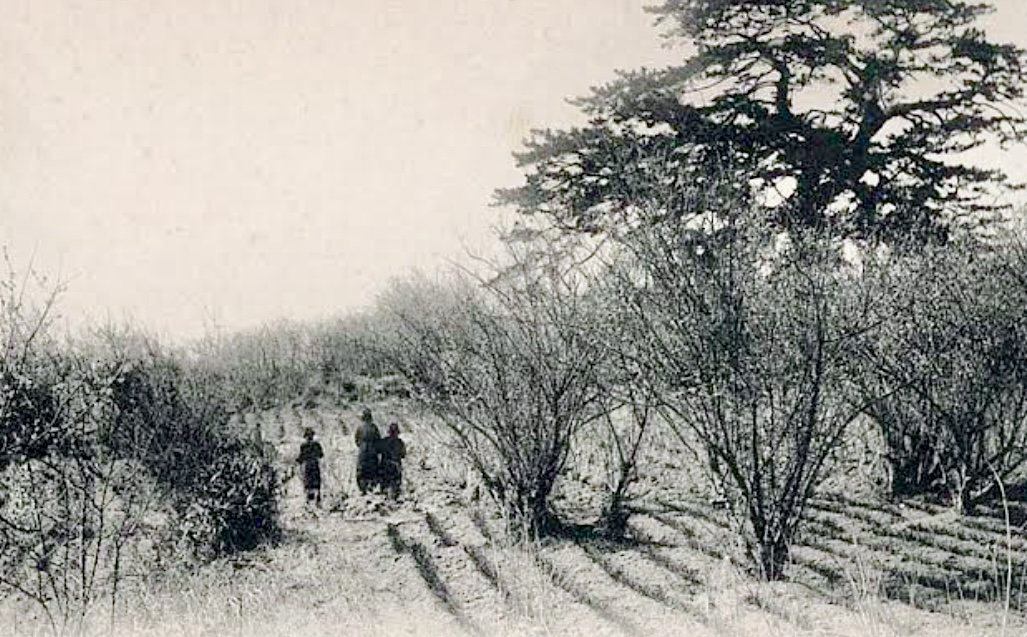
梅林（手前）と聖松（奥）

天白区野並四丁目、野並三丁目、鳴海町、古鳴海、相川付近はかつて、上野山（鳴海丘陵）と呼ばれ、一帯が梅林であった。その梅林の頂上に大きな奇異な形をした松があり聖松とされた。
江戸時代に 東海道が整備されるまでは、京都〜鎌倉を結ぶ道は鎌倉街道と呼ばれ、陸上ルートは天白区島田〜天白区野並であった。それに対し、海上ルートは松巨島（現在の南区鳥栖町付近）〜古鳴海（現在の天白区野並三丁目・緑区古鳴海にあった船着場）を渡っていた。その際、笠寺台地の松巨島方面から野並方面に海上から渡る目印を『上野の聖松』としていた。しかし、昭和初期頃に枯れてしまった。
聖松が立っていたのは頂上辺りとだけで詳細な場所は現在では不明。上野山と呼ばれていた頂上には梅野公園があり、当時、湾だった付近には八劒社があり、おそらくその中間にあったと思われる。

## 東海豪雨時の野並

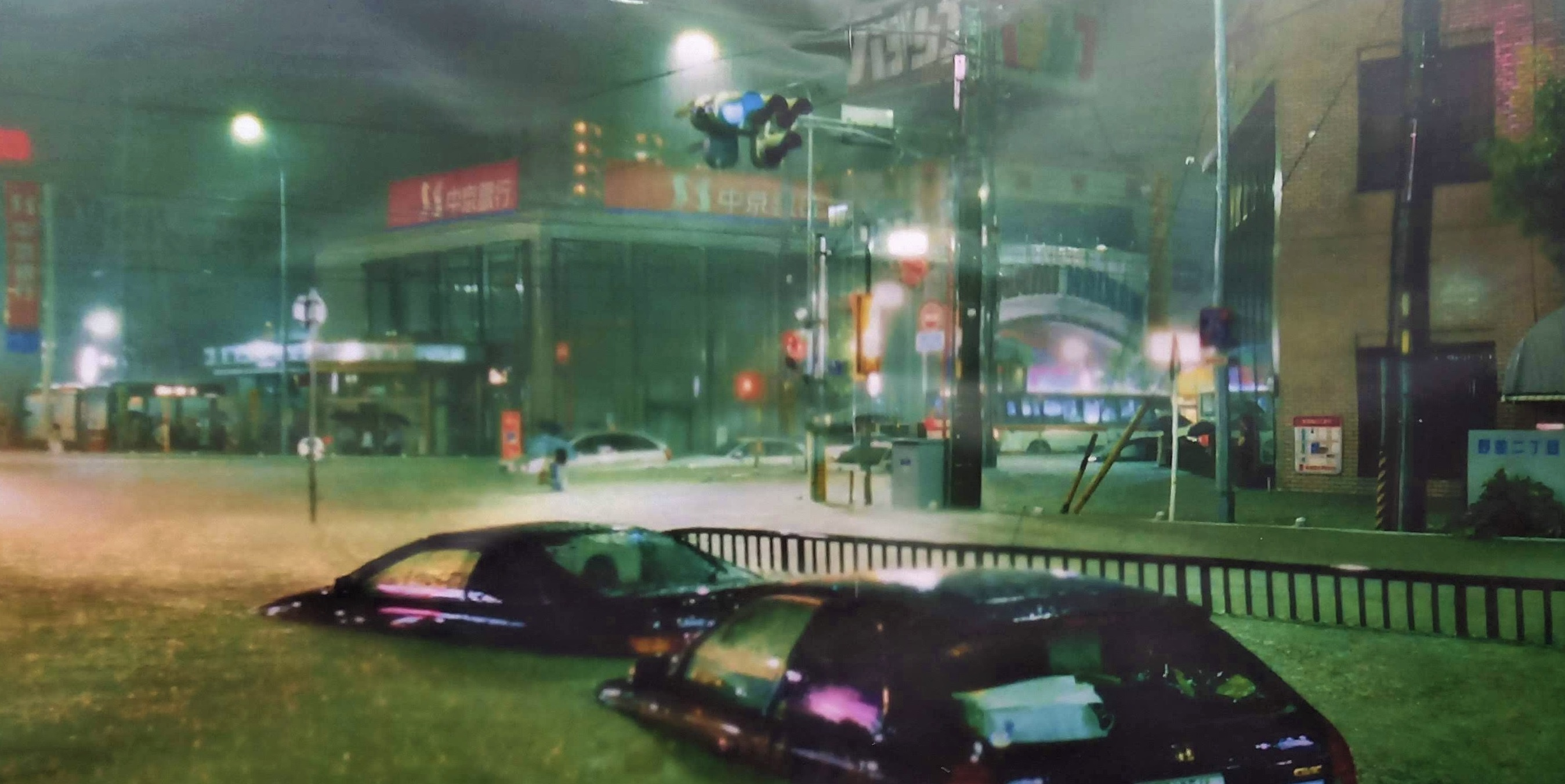
2000年（平成12年）9月11日夜の野並交差点

### 野並地区での経過[WEB 23]
- 11日：18:50 - 天白川水防警報（天白・準備）。
- 11日：19:00 - 住宅地の床上浸水がはじまる。
- 11日：19:30 - 状況把握のため天白区職員4名が野並地区にむけ出発。
- 11日：20:00 - 天白ふれあい広場・南天白中・野並小・若宮商高へ避難所開設 のため職員8名派遣（※ 野並小・若宮商高は浸水のため近づけず）。天白区北沢交差点～平子橋間、野並交差点～野並橋間交通規制。
- 11日：20:50 - 野並小の無線・FAXなど水没。
- 11日：21:20 - 名古屋市営地下鉄桜通線の野並駅と鶴里駅が冠水したことにより、桜山～野並間が運休になる。
- 11日：22:16 - 野並付近（野並交差点北西一帯）において浸水による救助要請多発。舟艇を含む 多数の消防隊を投入。
- 11日：23:45 - 自衛隊に災害派遣要請。
- 12日：1:07 - 自衛隊による天白川水防活動及び野並学区人命救助開始。
- 12日：1:30 - 天白ふれあい広場にタオル・毛布、南天白中に毛布等、原小に毛布等を搬送。
- 12日：1:59 - 浸水により野並ポンプ所のディーゼルエンジンポンプ1台が停止。
- 12日：3:00 - 県営野並住宅集会所を避難所として開設するため職員2名派遣 （※ 浸水のため近づけず）。
- 12日：3:41 - さらにディーゼルエンジンポンプ3台が停止。※ 計4台ともが復旧するのは午前10:00になってから。
- 12日：18:45 - 野並～天白川左岸湛水のため通行止め。
- 13日：6:30 - 北沢交差点～平子橋間、野並交差点～野並橋間､土木事務所の清掃に伴う交通規制。
- 13日：14:00 - 古川交差点～中坪交差点、野並小学校北交差点～福池～文化会館、土木事務所の清掃に伴う交通規制。

## 世帯数と人口
2019年（平成31年）1月1日現在の世帯数と人口は以下の通りである。
| 丁目       | 世帯数    | 人口    |
| ---------- | --------- | ------- |
| 野並一丁目 | 525世帯   | 1,094人 |
| 野並二丁目 | 733世帯   | 1,354人 |
| 野並三丁目 | 679世帯   | 1,339人 |
| 野並四丁目 | 554世帯   | 1,260人 |
| 計         | 2,491世帯 | 5,047人 |

### 人口の変遷
国勢調査による人口および世帯数の推移。
| 1995年（平成7年）  | 1834世帯 4796人 |  |
| 2000年（平成12年） | 1978世帯 4884人 |  |
| 2005年（平成17年） | 2118世帯 4910人 |  |
| 2010年（平成22年） | 2219世帯 4956人 |  |
| 2015年（平成27年） | 2277世帯 4900人 |  |

## 学区
市立小・中学校に通う場合、学校等は以下の通りとなる。また、公立高等学校に通う場合の学区は以下の通りとなる。
| 丁目       | 番・番地等 | 小学校               | 中学校                 | 高等学校 |
| ---------- | ---------- | -------------------- | ---------------------- | -------- |
| 野並一丁目 | 全域       | 名古屋市立野並小学校 | 名古屋市立南天白中学校 | 尾張学区 |
| 野並二丁目 | 全域       | 名古屋市立野並小学校 | 名古屋市立南天白中学校 | 尾張学区 |
| 野並三丁目 | 全域       | 名古屋市立野並小学校 | 名古屋市立南天白中学校 | 尾張学区 |
| 野並四丁目 | 全域       | 名古屋市立野並小学校 | 名古屋市立南天白中学校 | 尾張学区 |

## 主な施設

### 野並一丁目
- 名古屋市立野並小学校

### 野並二丁目
- 郷下公園
- 野並郵便局
- 野並交番

### 野並三丁目
- 八劔社
- 焼山公園
- 名古屋銀行 野並支店
- 愛知日産自動車株式会社 鳴子店

### 野並四丁目
- 梅野公園
- 愛知日産自動車株式会社 野並店
- 野並教会

### 大字野並
- 天白ゴルフセンター
- 相生山緑地
  - 相生山葉書塔
  - 相生山観音
- 徳林寺
- 相生山神社

### ギャラリー

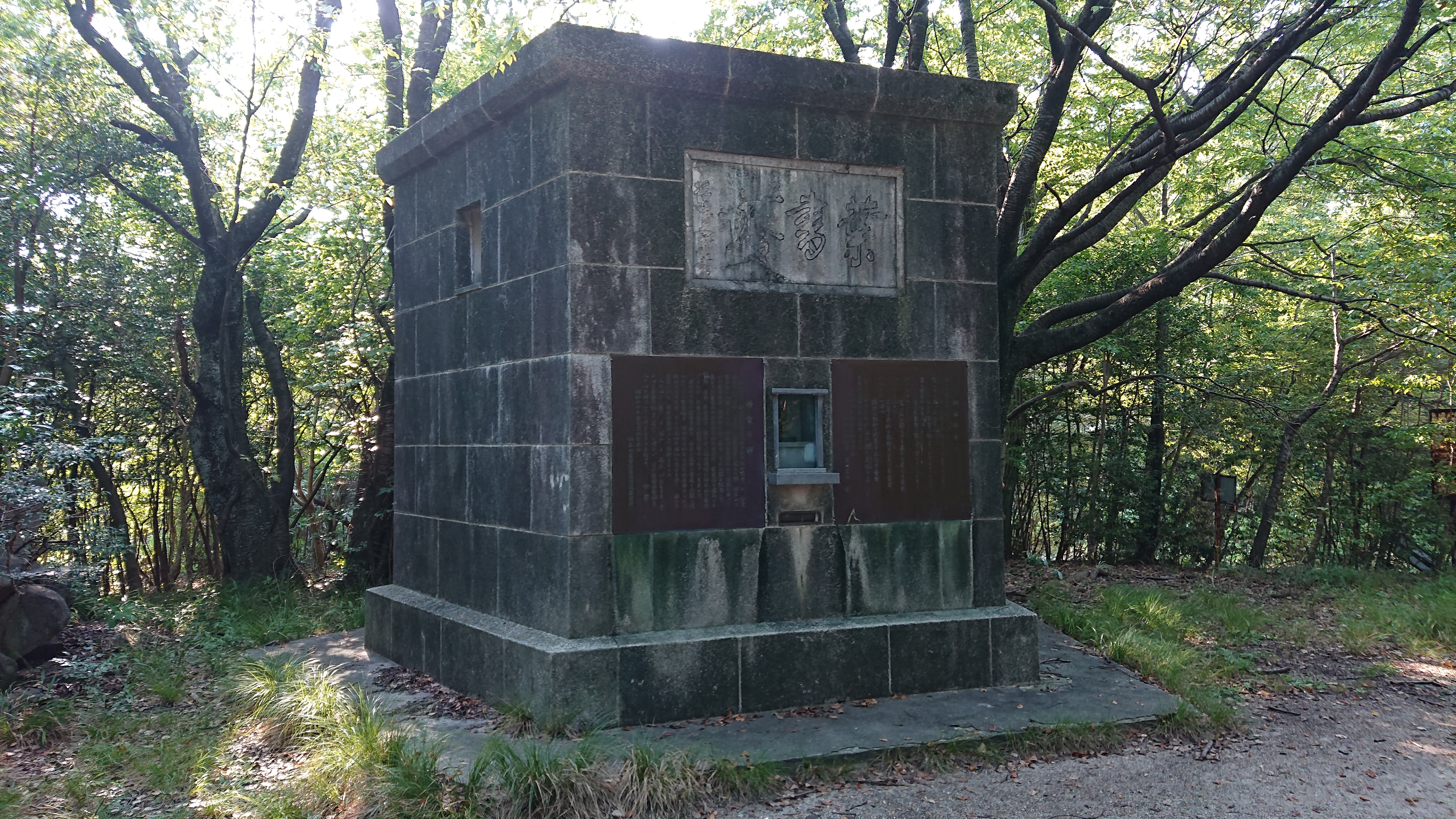
相生山葉書塔
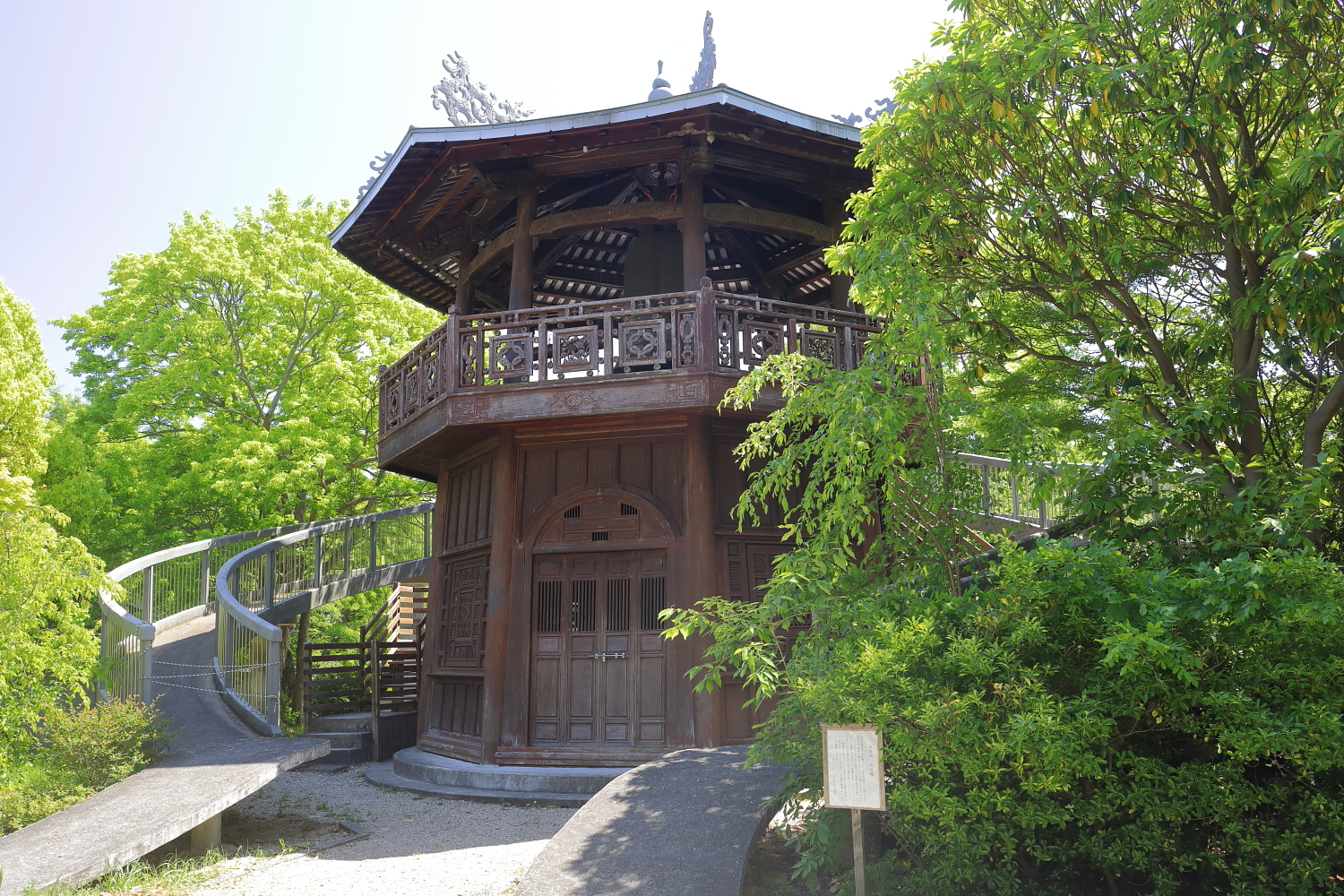
徳林寺
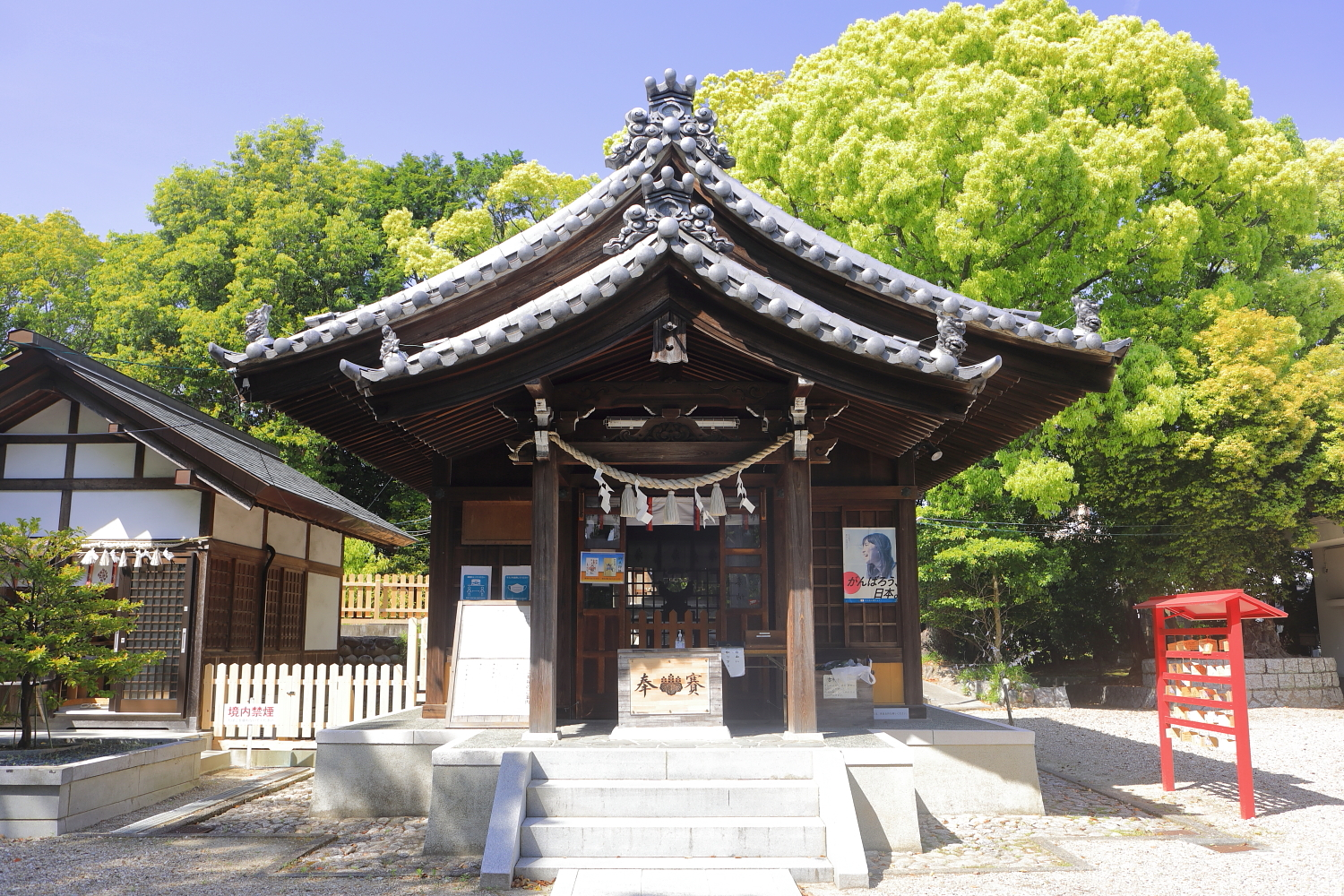
野並八劔社
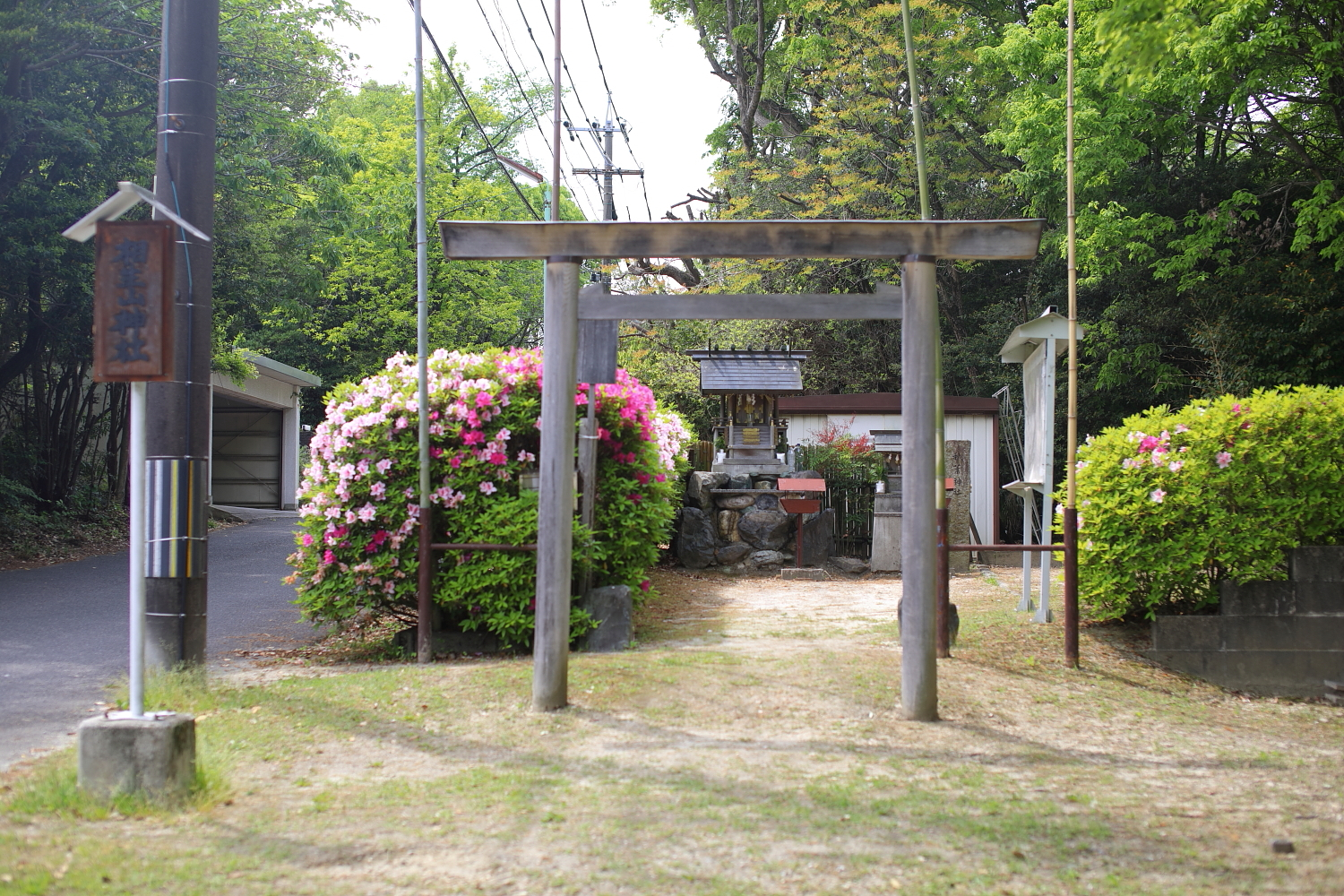
相生山神社

## 交通

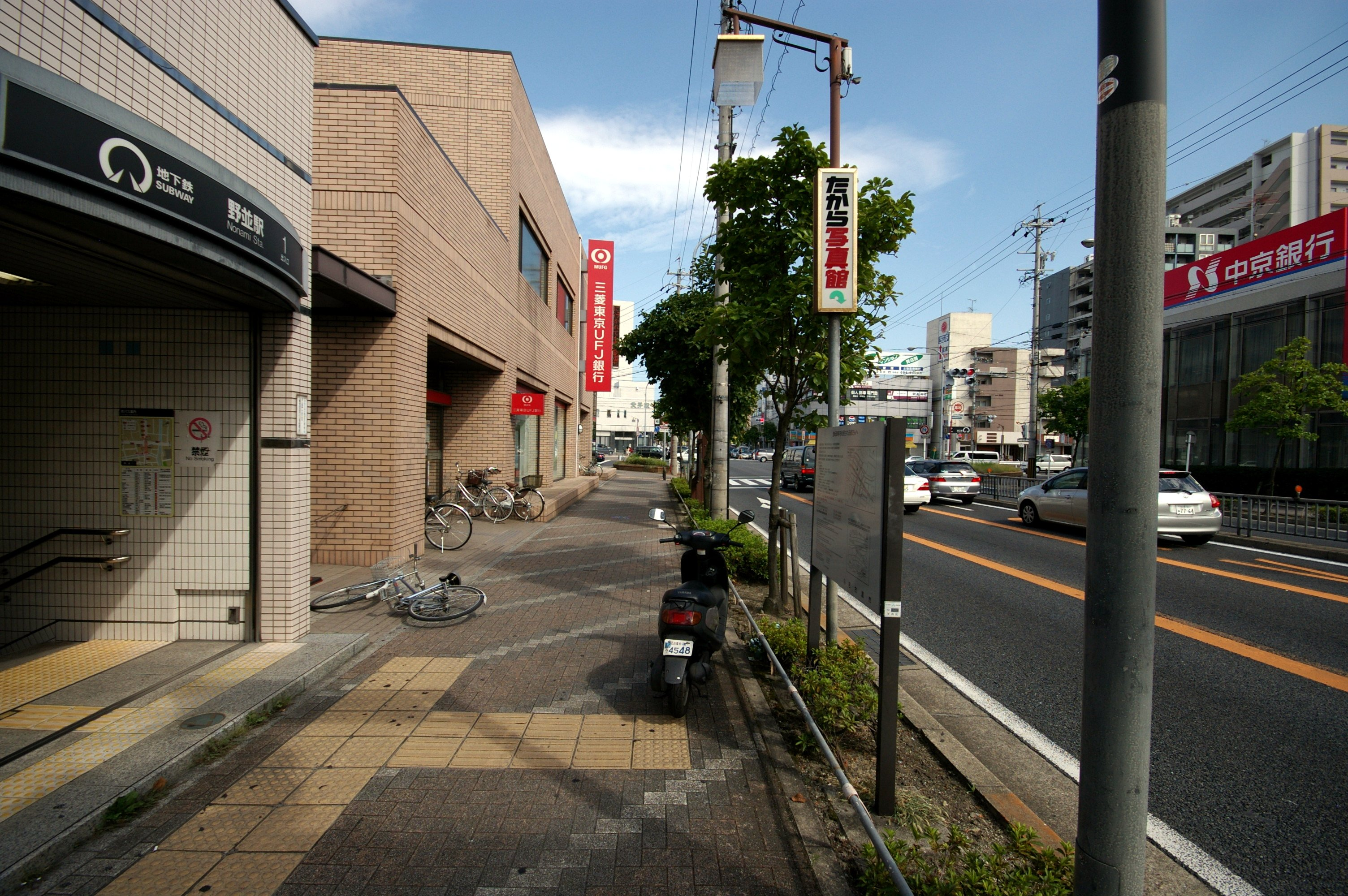
名古屋市営地下鉄桜通線 野並駅1番出口付近（2009年（平成21年）8月）

### 交通網の沿革
野並の市街地は名古屋市営地下鉄桜通線 野並駅を中心としている。
- 1994年（平成6年）3月30日 - 名古屋市営地下鉄桜通線（今池－野並）開通。
- 2011年（平成23年）3月27日 - 名古屋市営地下鉄桜通線（野並－徳重）開通。

### 鉄道
名古屋市営地下鉄
-  桜通線：野並駅（S17）

### 路線バス
名古屋市営バス
- 野並 停留所
- 野並二丁目 停留所
- 北沢 停留所
- 野並住宅 停留所
- 大塚 停留所

### 道路
- 東海通（名古屋市道東海橋線）[2]
- 愛知県道59号名古屋中環状線[2]
- 鎌倉街道

## その他

### 日本郵便
- 郵便番号 : 468-0045[WEB 3]（集配局：天白郵便局[WEB 31]）。

### WEB
1. ↑  “愛知県名古屋市天白区の町丁・字一覧”.   人口統計ラボ. 2019年2月11日閲覧。
2. 1 2 3  “町・丁目(大字)別、年齢(10歳階級)別公簿人口(全市・区別)”.   名古屋市 (2019年1月23日). 2019年1月23日閲覧。
3. 1 2 3  “郵便番号検索 愛知県名古屋市天白区の郵便番号一覧”.  日本郵便. 2021年4月18日閲覧。
4. 1 2  “市外局番の一覧”.   総務省. 2019年1月6日閲覧。
5. ↑  “天白区の町名一覧”.   名古屋市 (2015年10月21日). 2019年2月10日閲覧。
6. ↑  “名古屋市天白区 天白町野並”. 2022年12月31日閲覧。
7. ↑  “goo地図 愛知県名古屋市天白区天白町大字野並の住所一覧”.   NTTレゾナント・ゼンリン. 2022年12月31日閲覧。
8. ↑  天白区の町名の由来 - 名古屋市Webサイト
9. 1 2  “名古屋遺跡マップ”. 2022年12月23日閲覧。
10. ↑  “尾張名所図を巡る”. 2022年12月27日閲覧。
11. ↑  “天白区史跡散策路”. 2016年3月10日閲覧。
12. ↑  “名古屋を歩こう”. 2016年3月4日閲覧。
13. ↑  “山崎川水系ー愛知県”. 2016年3月10日閲覧。
14. ↑  “天白区の天白川”. 2016年3月10日閲覧。
15. ↑  “過去から学ぶ防災マップ”.   名古屋市. 2022年12月25日閲覧。
16. ↑  “学校のあゆみ”.   野並小学校HP. 2023年2月9日閲覧。
17. ↑  “名古屋市域に被害をもたらした水害年表”. 2023年2月11日閲覧。
18. ↑  “東海地方で発生した豪雨災害の特徴”. 2023年2月9日閲覧。
19. ↑  “どんなまち？（東海豪雨での被害）”.   名古屋市天白区. 2023年2月10日閲覧。
20. ↑  “天白区のあゆみ”.   名古屋市. 2023年1月3日閲覧。
21. ↑  “なごやの鎌倉街道”. 2016年3月4日閲覧。
22. ↑  “名古屋名所”. 2022年12月20日閲覧。
23. ↑  “東海豪雨水害に関する記録”.   名古屋市. 2023年2月10日閲覧。
24. ↑  総務省統計局 (2014年3月28日). “平成7年国勢調査の調査結果(e-Stat) - 男女別人口及び世帯数 －町丁・字等” (CSV). 2021年7月20日閲覧。
25. ↑  総務省統計局 (2014年5月30日). “平成12年国勢調査の調査結果(e-Stat) - 男女別人口及び世帯数 －町丁・字等” (CSV). 2021年7月20日閲覧。
26. ↑  総務省統計局 (2014年6月27日). “平成17年国勢調査の調査結果(e-Stat) - 男女別人口及び世帯数 －町丁・字等” (CSV). 2021年7月21日閲覧。
27. ↑  総務省統計局 (2012年1月20日). “平成22年国勢調査の調査結果(e-Stat) - 男女別人口及び世帯数 －町丁・字等” (CSV). 2021年7月21日閲覧。
28. ↑  総務省統計局 (2017年1月27日). “平成27年国勢調査の調査結果(e-Stat) - 男女別人口及び世帯数 －町丁・字等” (CSV). 2021年7月21日閲覧。
29. ↑  “市立小・中学校の通学区域一覧”.   名古屋市 (2018年11月10日). 2019年1月14日閲覧。
30. ↑  “平成29年度以降の愛知県公立高等学校（全日制課程）入学者選抜における通学区域並びに群及びグループ分け案について”.   愛知県教育委員会 (2015年2月16日). 2019年1月14日閲覧。
31. ↑  郵便番号簿 平成29年度版 - 日本郵便. 2019年02月10日閲覧 (PDF)

### 書籍
1. 1 2 3 4 5 6 7 8 9 10 11 12 13 14 15 16  名古屋市計画局 1992, p. 872.
2. 1 2 3  「角川日本地名大辞典」編纂委員会 1989, p. 1475.
3. ↑  名古屋市計画局 1992, p. 862.
4. 1 2  名古屋市計画局 1992, p. 863.
5. ↑  名古屋市計画局 1992, p. 873.